# قيصوم دولابي
قيصوم دولابي أو أخيليا دولابية أو اسم الكائن (الاسم العلمي: Achillea erba-rotta) هو نبات بري رِئْديّ، قزم، وعدو الكلس (Calcifuge) من فصيلة النجمية يعلو من 10 إلى
20 سم. أوراقه السفلى متطاولة، مُعنقة، العُليا لاطِئة ومفرطة. النصل مُنقط بغدد عطرية. الرؤيسات مسوقة، في أعذاق مُرتخية، 4 إلى 7 لُسَيْنات، وبيضاء اللون. مهده جبال الألب الغربية، رائحتة قوية جداً. يشتهر هذا النبات أنه شافٍ للجُرح ويدخل في ما يسمى (Faltrank).